# Neicer Reasco
Neicer Reasco Yano (* 23. Juli 1977 in Tambillo, Provinz Esmeraldas) ist ein ehemaliger ecuadorianischer Fußballspieler.

## Karriere
Reasco spielte ab 1997 durchgängig für den ecuadorianischen Top-Verein LDU Quito – mit Ausnahme von 2000/01, als er für elf Spiele zum argentinischen Erstligisten Newell’s Old Boys aus Rosario ging. Der Defensivspieler war Stammspieler auf der rechten Außenverteidigerposition und errang mit Liga zwischen 1998 und 2005 vier ecuadorianische Meistertitel. Nach 249 Ligaeinsätzen für den Hauptstadtclub verließ er nach der Weltmeisterschaft 2006 Ecuador in Richtung Brasilien, wo er nun für den vormaligen Klub-Weltmeister FC São Paulo spielt. In dessen Kader ist er der einzige Nicht-Brasilianer. Nach langer Verletzung kehrte er dort im Januar 2008 in den Kader zurück. Im Juli 2008 wechselte er zurück zu Liga de Quito.
Sein Debüt in der Nationalmannschaft Ecuadors gab er am 18. Oktober 1998 im Länderspiel gegen Brasilien. Insgesamt bestritt er 55 Länderspiele für Ecuador und nahm unter anderem an den Turnieren um die Copa América 2004 und 2007 teil. Reasco stand im Kader seines Landes für die Weltmeisterschaft 2006 und kam in drei Spielen zum Einsatz. Da in der Nationalmannschaft seine Stammposition als rechter Verteidiger durch Ulises de la Cruz besetzt war, spielte er rechts im Mittelfeld oder auf der linken Abwehrseite.

## Erfolge
- Ecuadorianischer Meister (5): 1998, 1999, 2003, 2005, 2010 (Apertura)